# Copreu
Segons la mitologia grega, Copreu (en grec antic Κοπρεύς) va ser un heroi, fill de Pèlops.
Natural de l'Èlida, n'hagué de fugir per la mort d'Ífit i fou acollit a Micenes pel rei Euristeu, i allí esdevingué herald reial. Ell era l'encarregat de trametre a Hèracles les ordres relatives als seus dotze treballs, ja que el rei tenia massa por de l'heroi per a mantenir-hi entrevistes. La llegenda presenta Copreu com una persona desagradable, vil, covarda i insolent. El seu fill Perifetes, que acompanyà Agamèmnon a Troia, on va morir a mans d'Hèctor, era, segons diu Homer, molt superior al seu pare en valor i força. Euristeu va enviar Copreu a Atenes quan els va reclamar l'expulsió dels Heràclides. Però es devia mostrar molt insolent en aquesta ambaixada, i els atenesos el van matar sense respectar la immunitat dels heralds. Però com a expiació i record d'aquest crim, els joves d'Atenes portaven en algunes celebracions una túnica fosca.